# Élections générales portoricaines de 1996
Des élections générales ont eu lieu à Porto Rico le 5 novembre 1996.
Pedro Rosselló, du Nouveau Parti progressiste (NPP), a été réélu gouverneur. Le NPP a également remporté la majorité des sièges à la Chambre des représentants et au Sénat. La participation électorale était comprise entre 80 % et 82 %.

## Résultats

### Gouverneur
| Candidat            | Parti                             | Votes     | %     |
| ------------------- | --------------------------------- | --------- | ----- |
| Pedro Rosselló      | Nouveau parti progressiste        | 1 006 331 | 51,40 |
| Héctor Luis Acevedo | Parti populaire démocrate         | 875 852   | 44,70 |
| Rubén Berríos       | Parti indépendantiste portoricain | 73 305    | 3,80  |

### Législatives
| Parti                                   | Sièges |
| --------------------------------------- | ------ |
| Nouveau parti progressiste (NPP)        | 37     |
| Parti populaire démocrate (PPD)         | 16     |
| Parti indépendantiste portoricain (PIP) | 1      |
| Total                                   | 51     |